# Songs from How to Succeed in Business Without Really Trying
Songs from How to Succeed in Business Without Really Trying es el primer EP de Nick Jonas, publicado el 8 de mayo de 2012. El EP contiene 5 canciones que están disponibles como descarga digital en iTunes. Las 5 canciones del EP son melodías que Nick interpreta en el escenario durante el musical de Broadway, How to Succeed in Business Without Really Trying.

## Antecedentes y desarrollo
| "Esto no se parece a ningún álbum que haya grabado, creo que va a ser uno de mis favoritos de toda mi carrera"—-Nick Jonas, sobre la grabación del EP. |

El 19 de febrero de 2012 Nick grabó 5 canciones ("How to Succeed", "I Believe in You" y "Brotherhood of Man". Además, contará con la colaboración de Rob Bartlett para "The Company Way", de Rob Bartlett & Ellen Harvey para "Brotherhood of Man" y de Rose Hemingway para "Rosemary") para la banda sonora de How To Succeed In Business.
El álbum está producido por el seis veces nominado al Grammy Robert Sher, que también produjo el álbum de reparto de la reposición de How to Succeed. El 27 de febrero se anunció que el EP saldría a la venta durante la primavera. A partir del 17 de abril, el EP estaba disponible para pre-orden y también ese mismo día se reveló la lista de canciones.  El 19 de abril se anunció que el EP saldría a la venta el 8 de mayo de 2012. El 30 de abril de 2012 se publicó en línea la canción "I Believe in You".

## Recepción
Ian Gude dijo sobre el EP: Lo último que esperaba era disfrutar de un EP de canciones de How To Succeed in Business Without Really Trying, con el protagonista actual de Broadway, Nick Jonas de otra banda de bubble gum pop, The Jonas Brothers. Pero lo disfruté. A juzgar por este EP de Broadway Records, debería pasarse por aquí más a menudo. El EP es demasiado corto (5 canciones); me habría encantado escuchar más. Jonas se siente totalmente a gusto con el estilo, las melodías y las letras de la obra, y sin duda hay que tenerlo en cuenta en futuras producciones de Broadway. Sería estupendo oírle hacer un álbum de Broadway, o canciones del Gran Cancionero Americano, ya que está claro que tiene la voz y la inteligencia para darles el tratamiento que se merecen. El diseño y la producción del CD son de primera categoría y dejan en vergüenza a muchas grabaciones completas. Está claro que se ha pensado mucho en este lanzamiento y en su diseño, y Broadway Records debería estar satisfecha con el producto final. Sé que yo lo estuve.

## Promoción
El 26 de enero de 2012 Nick pasó por Live! with Kelly para hablar de su papel de J Pierrepont Finch en Cómo triunfar en los negocios sin intentarlo de verdad. También cantó la canción "I Believe In You". El 14 de febrero interpretó la canción en directo para el programa de entrevistas en directo Soundcheck.
Nick Jonas pasó por Late Night with Jimmy Fallon el 20 de febrero para actuar en la primera noche de la Broadway Week anual de Fallon. Cerró el programa cantando una versión jazzística de "I Believe in You", una canción emblemática del clásico musical de Frank Loesser. El 1 de abril de 2012 Nick interpretó canciones del musical con el elenco del musical y el alcalde de New York City, Michael Bloomberg.
Volvió a interpretar la canción "I Believe In You" durante los Broadway Beacon Awards 2012 el 4 de junio de 2012.

## Lista de Canciones
| Track listing |                                                        |          |  |
| N.º           | Título                                                 | Duración |  |
| 1.            | «How to Succeed»                                       | 3:13     |  |
| 2.            | «Company Way» (con Rob Bartlett)                       | 2:55     |  |
| 3.            | «Rosemary» (con Rose Hemingway)                        | 4:08     |  |
| 4.            | «I Believe in You»                                     | 4:54     |  |
| 5.            | «Brotherhood of Man» (con Rob Bartlett & Ellen Harvey) | 5:06     |  |
| 20:16         |                                                        |          |  |

## Personal
Créditos de Songs From How To Succeed In Business Without Really Trying extended play:

### Músicos
- Nick Jonas - voz principal
- Rob Bartlett - voz invitada
- Rose Hemingway - voz invitada
- Ellen Harvey - voz invitada
- Anderson Cooper - narrador

### Producción
- Robert Sher - productor, mezclador
- Ken Mahoney - productor ejecutivo
- Adam Long - ingeniero jefe de grabación, mezclador
- Kevin Reeves - masterización
- Matt Barnaba - asistente
- Ben Cook - asistente
- Ginno Murphy - asistente
- Joseph Weiss - coordinador
- David Chase - productor supervisor
- Doug Besterman - productor supervisor, orquestador
- Jon Weston - productor supervisor
- Van Dean - diseño, productor ejecutivo
- Ari Mintz - fotografía
- Chris Callis - fotografía
- Kenny Howard - productor ejecutivo
- Johnny Lindamood - asistente de grabación
- Darren Moore - asistente Ingeniero de grabación
- Halsey Quemere - asistente ingeniero de grabación
- Sheldon Yellowhair - asistente ingeniero de grabación
- Joel Scheuneman - asesor técnico jefe
- OBie O'Brien - director de audio, productor de vídeo
- David Chase - arreglos, conductor, director musical
- Matt Perri - director asociado
- Howard Joines - coordinador musical
- Frank Loesser - compositor

## Charts
| Chart (2016)                 | Peak position |
| ---------------------------- | ------------- |
| Estados Unidos US Cast Album | 3             |

## Historial de Lanzamiento
| Región         | Fecha              | Formatos         | Discográfica     |
| -------------- | ------------------ | ---------------- | ---------------- |
| Estados Unidos | 8 de mayo de 2012  | descarga digital | Broadway Records |
| Estados Unidos | 8 de mayo de 2012  | CD               | Broadway Records |
| Alemania       | 8 de mayo de 2012  | descarga digital | Broadway Records |
| Austria        | 8 de mayo de 2012  | descarga digital | Broadway Records |
| Reino Unido    | 8 de mayo de 2012  | descarga digital | Broadway Records |
| Japón          | 8 de mayo de 2012  | descarga digital | Broadway Records |
| Francia        | 8 de mayo de 2012  | descarga digital | Broadway Records |
| Países Bajos   | 8 de mayo de 2012  | descarga digital | Broadway Records |
| Canadá         | 22 de mayo de 2012 | CD               | Broadway Records |